# Hidrură de cesiu
Hidrura de cesiu este o sare a cesiului cu hidrogenul. 
1. ↑  „Hidrură de cesiu”, caesium hydride (în engleză), PubChem, accesat în 21 septembrie 2016